# Tyler Smith (Footballspieler)
Tyler Smith (geboren am 3. April 2001 in Fort Worth, Texas) ist ein US-amerikanischer American-Football-Spieler auf der Position des Offensive Tackles. Er spielte College Football für University of Tulsa. Im NFL Draft 2022 wurde Smith in der ersten Runde von den Dallas Cowboys ausgewählt.

## College
Smith wurde im texanischen Fort Worth geboren und besuchte dort die North Crowley High School. Ab 2019 ging er auf die University of Tulsa, um College Football für die Tulsa Golden Hurricane zu spielen. Smith absolvierte zunächst ein Redshirtjahr, in dem er in den letzten vier Partien zum Einsatz kam, davon zweimal als Starter. In der Saison 2020 stand Smith in allen neun Partien von Beginn an auf dem Feld und wurde in das All-Star-Team der American Athletic Conference (AAC) gewählt. In seinem dritten und letzten Jahr am College bestritt er zwölf Spiele als Starter, nach der Saison meldete er sich für den NFL Draft. Smith spielte als Left Tackle in 25 Partien für Tulsa, davon 23 als Starter.

## NFL
Smith wurde im NFL Draft 2022 an 24. Stelle von den Dallas Cowboys ausgewählt. Er sollte zunächst als Left Guard spielen und langfristig als Nachfolger von Tyron Smith die Position des Left Tackles besetzen. Da Tyron Smith sich aber in der Saisonvorbereitung verletzte, ging Tyler Smith auf dieser Position in seine erste NFL-Saison. Er bestritt die ersten 16 Spiele als Starter auf der Position des Left Tackles, am letzten Spieltag der Regular Season wurde er als Left Guard eingesetzt.